# 맨스 피트니스
맨스 피트니스(Men's Fitness)는 아메리칸 미디어가 발행하는 미국의 남성 잡지이다.
맨스 피트니스는 아메리칸 미디어(American Media, Inc)에서 발행하고 1987년 미국에서 창간한 남성 잡지였다. 첫 번째 호에는 TV 시리즈 날으는 슈퍼맨(The Greatest American Hero)의 마이클 파레가 등장했다.
잡지의 슬로건은 "어떻게 최고의 사람이 이기는가"(How the Best Man Wins)였다. 이 잡지는 21-40세 남성을 대상으로 했으며 피트니스, 영양, 스포츠, 섹스 팁, 패션 조언, 인터뷰, 요리법, 설문 조사에 대한 심층 기사를 다루었다.
맨스 피트니스는 창립 이후 해당 카테고리에서 가장 빠르게 성장하는 타이틀 중 하나가 되었으며 제목과 형식을 러시아어, 호주(2018년 6월 현재 119번째 독자층) 및 영국판에 라이선스한다. 1997년과 2003년 사이에 부수가 두 배가 되었다. 2007년 2월 현재 부수는 700,000부였다. 데니스 퍼블리싱(Dennis Publishing)은 2009년에 영국과 아일랜드에서 맨스 피트니스의 전체 출판권을 인수했다.
2017년 말, 맨스 피트니스의 인쇄 버전은 맨스 저널(Men's Journal)로 폴딩되었다.